# Simoesio
Simoesio è un personaggio mitologico, giovane guerriero presente nel quarto libro dell'Iliade. Bello e valoroso, costituisce uno degli esempi di Kalokagathia nel poema omerico.

## Il mito

### Le origini
Alto e di bell'aspetto, Simoesio era un giovinetto troiano, figlio del pastore Antemione. Egli traeva il suo nome da un fiume che scorreva nei pressi di Troia, il Simoenta: la madre di Simoesio, colta improvvisamente dalle doglie, lo partorì infatti proprio lì sugli argini, dove Antemione aveva portato il gregge a pascolare. Quando scoppiò la guerra di Troia, Simoesio era ancora un bambino; all'inizio del decimo anno del conflitto, fattosi ormai giovinetto, vestì anch'egli le armi per difendere la città assediata dagli Achei.

### La morte in guerra
Simoesio non ha ruoli particolarmente rilevanti nelle vicende dell'Iliade, anche se è comunque presentato come guerriero coraggioso nel suo unico e fatale scontro: come narra il poema omerico, egli infatti tentò di attaccare il forte capo acheo Aiace Telamonio, che però lo colpì con la lancia al petto. Il giovane eroe rimase infilzato e crollò morto al suolo come un pioppo abbattuto, facendo grande fragore.
 " Qui il Telamonio Aiace colpì il figlio d'Antemione,

un giovane florido, Simoesio, che un giorno la madre,

scesa dall'Ida, del Simoenta alla riva

partorì, ché venne coi genitori a badare la greggia;

perciò Simoesio lo dissero; ma ai suoi genitori

non rese compenso, breve per lui la vita

fu, poi che cadde sotto la lancia d'Aiace magnanimo.

Mentre avanzava, lo colse per primo, nel petto, sulla mammella

destra; la punta di bronzo diritta traverso la spalla

passò, egli piombò nella polvere, in terra, come un pioppo

cresciuto nell'umido prato di grande padule,

liscio, e i rami in cima gli spuntano " 
(Omero, Iliade, libro IV, traduzione di Rosa Calzecchi Onesti)

## Curiosità
- L'asteroide 32720 Σιμοείσιος prende nome dall'eroe troiano.

### Fonti
- Omero, Iliade, libro IV, vv.473-84.

### Traduzione delle fonti
- Rosa Calzecchi Onesti, Omero. Iliade, seconda edizione, Torino, Einaudi, 1990. ISBN 978-88-06-17694-5